# Helmut Schultz (Politiker)
Helmut Schultz (* 17. Januar 1953 in Landau in der Pfalz; † 1. Juni 2023) war ein deutscher Politiker (CDU).

## Leben
Schultz war studierter Politikwissenschaftler. Seit 1981 war er Vorsitzender der Jungen Union in Rheinland-Pfalz. Vom 22. Mai 1985 bis zum Ende der Wahlperiode 1987 gehörte er dem Deutschen Bundestag an, er rückte dabei für den verstorbenen Werner Marx ins Parlament nach und gehörte dort dem Petitions- und Bildungsausschuss an. Im Vorfeld der Bundestagswahl 1987 bewarb er sich um die Direktkandidatur im Wahlkreis Pirmasens, unterlag jedoch Klaus-Dieter Uelhoff. Daneben gehörte er dem Kreistag des Landkreises Alzey-Worms und dem Rat der Verbandsgemeinde Wörrstadt an. In seinem Wohnort Wörrstadt war er Vorsitzender des CDU-Ortsverbands. Seit 2006 war er Ehrenvorsitzender des CDU-Kreisverbands Alzey-Worms.